# Ernst-Dieter Bernhard
Ernst-Dieter Bernhard (* 22. September 1924 in Stettin; † 26. Juni 2017) war ein Generalleutnant der Luftwaffe der Bundeswehr. Er war 1975/76 Amtschef des Luftwaffenamtes und zuletzt von 1980 bis 1984 Deutscher Militärischer Vertreter im Militärausschuss der NATO.

## Leben
Ernst-Dieter Bernhards Vater Friedrich-Gustav Bernhard (1888–1945) war Offizier der Wehrmacht, zuletzt Generalleutnant und Kommandant des rückwärtigen Armeegebiets 532. Ernst-Dieter Bernhard besuchte das Marienstiftsgymnasium in seiner Heimatstadt Stettin, das er während des Zweiten Weltkriegs 1942 mit dem Reifevermerk (Notabitur) verließ. Er trat als Offiziersanwärter in die Luftwaffe der Wehrmacht ein. Dort wurde er zum Jagdflieger ausgebildet und im November 1944 in der 12./Jagdgeschwader 53 zum Leutnant befördert. Während des Krieges wurde er mit dem Eisernen Kreuz II. Klasse ausgezeichnet und erwarb die Frontflugspange in Bronze. 
Nach dem Krieg war er zunächst als Importkaufmann tätig. 1956 trat er im Dienstgrad eines Oberleutnants in die Bundeswehr ein. Er wurde in Deutschland und in den USA zum Strahlflugzeugführer ausgebildet. Danach war er Fluglehrer an der Waffenschule der Luftwaffe 10. Von 1961 bis 1963 absolvierte er den 6. Generalstabslehrgang Luftwaffe an der Führungsakademie der Bundeswehr, wo er zum Offizier im Generalstabsdienst ausgebildet wurde. Nach einer weiteren Station war er Kommandeur der Fliegenden Gruppe des Jagdbombergeschwaders 42. Von 1967 bis 1970 war er im Führungsstab der Luftwaffe (Fü L) tätig. Von 1970 bis 1971 war er Chef des Stabes der 1. Luftwaffendivision. Er war dann erneut im BMVg und kam von 1972 bis 1974 als Kommandeur zur 3. Luftwaffendivision. 1974 wurde er Chef des Stabes im Führungsstab der Streitkräfte (Fü S). Ab 1975 war er Amtschef des Luftwaffenamts und ab 1976 Stellvertretender Befehlshaber der Alliierten Luftstreitkräfte Europa-Mitte in Ramstein. Von 1980 bis 1984 war er Deutscher Militärischer Vertreter im NATO-Militärausschuss. Er wurde mit dem Großen Bundesverdienstkreuz ausgezeichnet. 
Bernhard war verheiratet und Vater von drei Kindern. Er war Rechtsritter des Johanniterordens.